# Fernando Navarro Fernández-Rodríguez
Fernando Navarro Fernández-Rodríguez (8 de juny de 1964) és un advocat i polític balear, diputat al Congrés dels Diputats en la XI i XII Legislatures.
Llicenciat en Dret a la Universitat d'Alcalá de Henares i màster per l'Instituto de Empresa. És germà de Carmen Navarro, tresorera del Partido Popular des de 2013, any en què ell mateix fou obligat a dimitir com a gerent de l'Hospital d'Inca arran de l'escàndol per la mort per tuberculosi del jove senegalès Alpha Pam.
Inicialment va militar a Unió Progrés i Democràcia, partit pel qual va ser candidat a les eleccions al Parlament de les Illes Balears de 2011 (número 17 de la llista). Després va passar a Ciutadans, partit amb el qual fou cap de llista per les Illes Balears a les eleccions generals espanyoles de 2015 i 2016.